# Vesennie ritmy
Vesennie ritmy, ufficialmente Vesennie ritmy. Tbilisi-80 (in cirillico: Весение ритмы. Тбилиси-80?, lett. "Ritmi primaverili") è stato uno dei primi festival rock ufficiali dell'Unione Sovietica, promosso dal Ministero della Cultura dell'URSS e tenutosi nella città di Tbilisi (RSS Georgiana) dall'8 al 16 marzo 1980. È considerato uno degli eventi più importanti nella storia del rock sovietico.

## Storia e vincitori
Vesennie Ritmy è stato organizzato dalla Filarmonica nazionale georgiana su iniziativa del vicedirettore Gaioz Kandelaki, dall'Unione dei Compositori della RSS Georgiana, dal Centro Repubblicano per la Cultura Giovanile e dal Comitato Centrale del Komsomol della RSS Georgiana. Tra gli organizzatori vi erano Artemij Troickij e il primo segretario del Comitato Centrale del Partito Comunista della Georgia Eduard Shevardnadze.
A causa di problemi con la fornitura delle attrezzature per il festival, alcuni gruppi (tra cui i Mašina vremeni) si esibirono con gli strumenti del gruppo Integral, mentre gli Akvarium suonarono con la batteria Ludwig dei Guneš.
L'obiettivo dichiarato del festival era "la ricerca di nuovi talenti nella musica sovietica". Sebbene i partecipanti non percepissero questo evento come una competizione, il festival aveva un programma competitivo e una giuria, che comprendeva Jurij Saul'skij, Giya Kancheli, Konstantin Pevzner, Vladimir Rubaševskij, Arkadij Petrov, Murad Kazhlaev e altri. I primi tre vincitori furono:
1. Mašina vremeni (con Chrustal'nyj gorod e Sneg) e Magnetik bėnd (con Ledi Bljuz).
2. Avtograf (con Irlandija, Ol'ster) e VIA Guneš (con Reka Tuni).
3. Integral, Labirint e Tip-Top.

Tutti i vincitori di vari premi del festival di tutte le repubbliche dell'URSS (tranne il gruppo Tip-Top di Riga) sono stati inclusi nel doppio disco Vesennie ritmy, pubblicato alla fine del festival nel 1981 da Melodija. Il gruppo Globus si è esibito fuori concorso il giorno di apertura del festival.
Secondo le memorie di Aleksandr Lipnickij degli Zvuki mu, la televisione georgiana ha filmato il festival fino all'apparizione sul palco degli Akvarium, che hanno messo distintivi con iscrizioni provocatorie sui loro costumi. I registi di documentari televisivi finlandesi presenti al festival hanno successivamente pubblicato il film documentario di 40 minuti Soviet Rock.

### Scandali
Il gruppo Akvarium fu squalificato per aver avuto un comportamento inappropriato sul palco. Durante l'esibizione, Boris Grebenščikov si sdraiò sul palco mettendosi la chitarra tra le gambe, quindi Seva Gakkel ci mise sopra un violoncello e il fagottista Aleksandrov finse di sparare con un mitra in direzione della sala. La giuria ritenne oscena la performance.
Il gruppo Globus ricevette un rimprovero per il programma in inglese e un appello al pubblico ("Thank you very much!") e venne rimandato a casa prima della fine del festival. Secondo le memorie del frontman dei VIA Ariėl Valerij Jarušin, durante l'esibizione si verificò un "accoltellamento" e il gruppo si esibì con l'illuminazione del palco piena.

## Partecipanti
- Avtograf
- Globus
- Mašina vremeni

- Akvarium
- Zemljane (Atlas)
- Kronverk

- VIA Ariėl
- Vremja
- Vtoraja polovina

- Integral
- Krom
- Slajdy

- Blic
- VIA 75
- Diėlo

- Kontrast
- Labirint
- Gruppa Stasa Namina

- VIA Guneš
- Dialog
- Magnetik bėnd

- Sipoli
- Tip-Top

| Repubblica    | Partecipanti | Vincitori |
| ------------- | ------------ | --------- |
| RSFS Russa    | 12           | 3         |
| RSS Georgiana | 5            | 1         |
| RSS Lettone   | 2            | 1         |
| RSS Estone    | 1            | 1         |
| RSS Turkmena  | 1            | 1         |
| RSS Armena    | 1            | 0         |
| RSS Ucraina   | 1            | 0         |

## Album
L'etichetta discografica Melodija pubblicò nel 1981 il doppio album Laureaty festivalja Vesennie Ritmy Tbilisi-80 (in russo Лауреаты фестиваля «Весенние ритмы» Тбилиси-80?) con le canzoni vincitrici del festival su vinile e musicassetta.
Disco 1
Testi e musiche di AAVV.
1. Mašina vremeni – Chrustal’nyj gorod – 6:06 (Andrej Makarevič)
2. Mašina vremeni – Sneg – 2:58 (Andrej Makarevič)
3. Аvtograf – Irlandija. Ol'ster – 4:02 (testo: A. Sitkoveckij – musica: M. Puškina)
4. VIA Labirint – «Vesennie ritmy», iz kompozicii «Sakartvelo» – 6:15 (M. Kiladze)
5. Avtograf – Pristegnite remni bezopasnosti – 3:14 (A. Sitkoveckij)
6. Avtograf – Karpiz-bljuz – 4:23 (A. Sitkoveckij)
7. Integral – Strannyj mir – 3:32 (testo: Czesław Niemen – musica: V. Lugovoj)
8. Integral – Suliko – 3:11 (canzone popolare georgiana)
9. Magnetik bėnd – Ledi bljuz – 4:45 (Gunnar Graps)

Durata totale: 38:26
Disco 2
Testi e musiche di AAVV.
1. VIA 75 – Rodina – 13:48 (canzone popolare)
2. Magnetik bėnd – Trubadur na magistrali – 4:07 (testo: G. Graps – musica: V. Mirtem)
3. VIA Labirint – Moja Gruzija – 8:05 (testo: M. Kiladze – musica: I. Nonešvili e S. Gugunava)
4. VIA Guneš – Reka Tuni – 5:26 (canzone popolare turkmena)
5. Integral – Podsnežnik – 4:26 (canzone popolare tatara)

Durata totale: 35:52